# Historia Stirpium Libri IV
Historia Stirpium Libri IV es un libro con ilustraciones y descripciones botánicas que fue escrito por el farmacéutico, médico y botánico alemán Valerius Cordus (1517-1564) y publicado en el año 1561.
Valerius Cordus fue el autor de obras tan importantes como Historia stirpium libri IV (1561) e Historia stirpium libri V (1561), publicadas tras su muerte, en las que se describen 502 especies con excelentes ilustraciones.